# L'Écho de l'Aveyron
L'Écho de l'Aveyron dont le titre complet était L'Écho de l’Aveyron : journal religieux, politique, littéraire, agricole, commercial et d’annonces était un journal créé en 1845 dans le département de l'Aveyron.

## La ligne politique
Ce journal paraîtra pour la première fois le 2 avril 1845. Son propriétaire et fondateur est Eugène de Barrau qui est un notable d'opinion légitimiste. On y trouve les signatures de l'avocat André Vigroux, rédacteur en chef, du docteur Louis Viallet,  et de Régis Acquier.
En 1849, le journal signe la Déclaration du troisième congrès des journaux de droite qui réclame :

« (...) La liberté religieuse ; la liberté de l'enseignement; ces libertés sagement réglées par les lois ; les droits de la famille, l'inviolabilité de la propriété, enfin l'amélioration progressive du sort des classes laborieuses par le développement et non par le bouleversement des institutions sociales (...) »

Lors du coup d'État de 1851, L'Écho de l'Aveyron combat L'Aveyron Républicain. Grégory Pouget écrit qu'à cette époque en Aveyron les deux journaux de droite sont le Journal de l'Aveyron et L'Écho de l'Aveyron.
Le journal reçoit de nombreuses semonces, dans le troisième avertissement reçut le 17 mai 1859, il est reproché à Vigroux :

« (...) Vu les deux avertissements déjà donnés au journal l'Écho de l'Aveyron ; Vu les divers articles publiés dans ledit journal, et notamment ceux intitulés : « Affaires de la révolution » ;
Considérant que le journal l'Écho de l'Aveyron est constamment rédigé dans un esprit hostile au gouvernement de l'Empereur, et qu'il sympathise avec ses ennemis en approuvant la conduite et la politique de l'Autriche ;
Qu'il cherche, au moyen d'insinuations malveillantes, à inquiéter et à troubler les populations en les trompant sur le but de la guerre que nous soutenons en Italie (...) »

Le journal cessera de paraître en 1863.